# Ameneh Bahrami

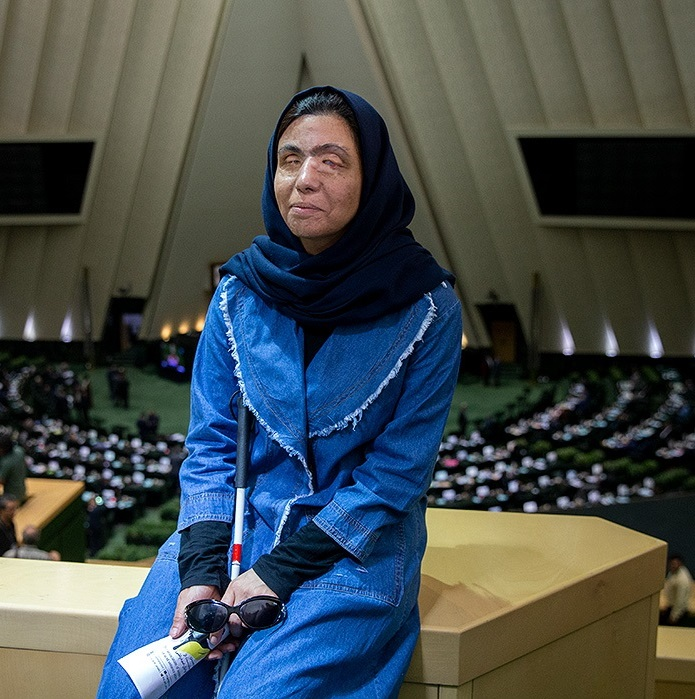
Ameneh Bahrami

Ameneh Bahrami (auch: Ameneh Bahraminava, persisch آمنه بهرامی نوا; * 1978 in Teheran) ist eine iranische Frau und Opfer eines Säureattentats, durch das sie entstellt wurde und das zu ihrer vollständigen Erblindung führte. International bekannt wurde sie durch ihr Beharren darauf, den Täter zu blenden. Im Juli 2011 verzichtete sie auf die Blendung.

## Leben
Ameneh Bahrami ist gelernte Elektrotechnikerin und arbeitete für ein Unternehmen der Medizintechnik-Branche. Zugleich studierte sie an der Universität Teheran. 2003 wies sie den Heiratsantrag eines vier Jahre jüngeren, damals 19-jährigen Kommilitonen zurück. Dieser begann daraufhin, sie zu stalken, und schüttete ihr 2004 Schwefelsäure ins Gesicht. Die Verätzungen zerstörten ein Auge sofort, das andere nach und nach, sodass sie schließlich erblindete. Auch im übrigen Gesicht wurde sie entstellt. Außerdem kam es zu inneren Verletzungen. „Weil sich die Ärzte im Krankenhaus nicht trauten, nach dem Anschlag ihr Kopftuch abzunehmen, blieben die Verletzungen oberhalb der Stirn lange unentdeckt. Die Säure konnte sich immer tiefer in ihre Haut einbrennen.“ Bahrami unterzog sich in Spanien siebzehn Operationen; die iranische Regierung unterstützte sie dabei finanziell.
Der Täter, Madschid Mowahedi, wurde angeklagt und zu 12 Jahren Haft sowie einer Ausgleichszahlung in Höhe von 130.000 Euro verurteilt, 130.000 Euro deswegen, weil einem Mann 260.000 Euro zugestanden hätten, eine Frau nach islamisch-iranischem Recht aber nur die Hälfte eines Mannes wert sei. Er zeigte keine Reue.
Bahrami bestand darauf, ihm ebenfalls durch Säure das Augenlicht zu nehmen. Da das iranische Recht von der Scharia geprägt ist, gibt ihr das Prinzip der Wiedervergeltung (Qisās) das Recht dazu, obwohl ein solcher Akt von vielen Iranern als barbarisch betrachtet wird. Der Richter betonte:

„Nach iranischem Recht und laut dem Heiligen Buch des Koran ist eine Frau halb so viel wert wie ein Mann. Folglich zählen zwei Augen einer Frau so viel wie ein Auge eines Mannes. Und so erhält Frau Bahrami das Recht, ein Auge des Täters zu blenden. Um auch sein zweites Auge blenden zu können, würde die Zahlung von zwanzig Millionen Toman fällig.“

Auf Intervention Bahramis wurde ihr schließlich erlaubt, auch das zweite Auge des Täters mit Säure zu zerstören. „Ihre Gesichts- und Handverletzungen wurden gegen sein zweites Auge aufgerechnet.“ Sein übriges Gesicht sollte dabei unversehrt bleiben. Bahrami ging es nach eigenen Angaben nicht um Rache, sondern um Prävention: Anderen Frauen solle dieses Schicksal in Zukunft erspart bleiben. Die Blendung des Täters sollte am 14. Mai 2011 stattfinden. Der Mann sollte dabei betäubt werden, während Bahrami oder ein Mitglied ihrer Familie ihm mit einer Pipette Säure in die Augen träufeln sollte. Die Menschenrechtsorganisation Amnesty International missbilligte die Vergeltung Bahramis und forderte die iranischen Behörden dazu auf, die „inhumane und grausame“ Bestrafung des Mannes zu unterbinden. Ohne Angabe von Gründen verschob die iranische Justiz am Vortag die geplante Blendung. Der iranische Parlamentspräsident Ali Laridschani habe an alle Beteiligten ein Fax geschickt, dass die Vollstreckung ausgesetzt wird.
Im Juli 2011 verzichtete Bahrami kurz vor der Vollstreckung, als ihr jüngster Bruder im Operationssaal schon die Säurepipette in die Hand genommen hatte, ganz auf die Blendung. Bahrami teilte mit, sie habe dem Täter verziehen, die Sache aber bis auf die Spitze getrieben, damit die Warnung an alle Männer deutlich werde, die Ähnliches mit Frauen vorhätten, wie es ihr passiert sei. „Ich habe dies aus diversen Gründen getan: wegen Gott, für mein Land und für mich selbst“, erklärte sie. Außerdem habe ihre Familie diese Rache nicht gewollt. „Ich habe sieben Jahre dafür gekämpft, dass diese Auge-um-Auge-Bestrafung ausgeführt wird, aber ich fühle mich jetzt befreit, dass es nicht geschehen ist.“
Sie verlangt vom Täter eine finanzielle Entschädigung mit Blutgeld. Gegen die ihr gebotenen nur 130.000 Euro will sie vor Gericht vorgehen und die volle Höhe, die einem Mann zustände, erstreiten, weil es ein Hadith des Propheten gebe, in dem stehe: Die Frau sei die andere Hälfte des Mannes, weswegen eine Frau vor dem Gesetz einem Mann gleichgestellt sein müsste.

## Veröffentlichungen
- mit Michael Gösele & Jutta Himmelreich: Auge um Auge. Ein Verehrer schüttete mir Säure ins Gesicht. Jetzt liegt sein Schicksal in meiner Hand. mvg Verlag, München 2010, ISBN 978-3-86882-155-0